# 小行星6611
小行星6611（英語：6611）是一颗围绕太阳公转的小行星。1993年11月9日，埃莉諾·赫琳、杰夫·T·阿鲁在帕洛马山发现了此天体。
这颗小行星的绝对星等为281.3050067964782等。